# Bernardo Homem Machado de Figueiredo de Abreu Castelo Branco

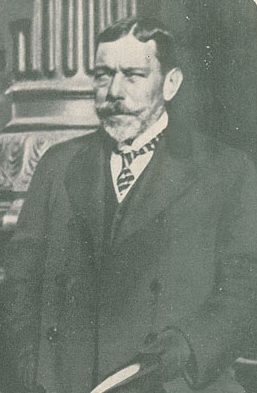
O Conde de Caria, em 1912

Bernardo Homem Machado de Figueiredo de Abreu Castelo Branco (Gouveia, 20 de Março de 1856 - 18 de Fevereiro de 1929), 2.º Conde de Caria, foi um empresário português.

## Família
Filho secundogénito (o primogénito morreu em vida do pai) de José Homem Machado de Figueiredo Leitão, 1.º Barão, 1.º Visconde e 1.º Conde de Caria, e de sua primeira mulher Maria Matilde do Amaral de Abreu Castelo Branco, irmã do 1.º Visconde de Fornos de Algodres e 1.º Conde de Fornos de Algodres.

## Biografia
Era Fidalgo da Casa Real, Bacharel em Direito pela Faculdade de Direito da Universidade de Coimbra em 1878, Vice-Governador do Banco Nacional Ultramarino, 1.º Presidente da União Velocipédica Portuguesa, etc.
Teve a verificação de segunda vida do título de 2.º Conde de Caria por Decreto de 27 de Setembro de 1899 de D. Carlos I de Portugal.

## Casamento e descendência
Casou a 14 de Dezembro de 1887 com Eugénia da Silveira Viana (12 de Outubro de 1849 - 20 de Janeiro de 1930), da qual teve duas filhas: 
- Maria Emília Viana Homem Machado (30 de Junho/Agosto de 1889 - 12 de Dezembro de 1972/1973), casada a 4 de Maio de 1910 com Boaventura Freire Corte-Real Mendes de Almeida (6 de Setembro de 1874 - 11/13 de Agosto de 1934), distinto Oficial da Armada e Colonialista, com geração, incluindo Bernardo Viana Machado Mendes de Almeida, que usou o título de 3.º Conde de Caria
- Maria da Conceição de Abreu Castelo-Branco Homem Machado ou Viana Homem Machado (14 de Agosto de 1897 - ?), casada a 12 de Maio de 1921 com Fernando Cortês Pizarro de Sampaio e Melo (20 de Março de 1891 - 1945), com geração